# Jüdische Gemeinde Bodersweier
Eine Jüdische Gemeinde in Bodersweier, einem Stadtteil von Kehl im Ortenaukreis in Baden-Württemberg, bestand seit dem 18. Jahrhundert.

## Geschichte
Juden sind in Bodersweier erstmals 1755 genannt. Die jüdische Gemeinde wuchs nach dem Übergang an Baden im Lauf des 19. Jahrhunderts an. 1812/13 erbaute sich die wachsende Gemeinde eine neue Synagoge. In dem daneben befindlichen Gemeindehaus befand sich auch ein jüdischer Schulraum. Beide Gebäude waren als Fachwerkhäuser erstellt. Ebenso gab es ein rituelles Bad (Mikwe). Die Toten der Gemeinde wurden auf dem jüdischen Friedhof in Kuppenheim und seit 1817 auf dem jüdischen Friedhof Freistett bestattet. Die Gemeinde gehörte seit 1827 zum Bezirksrabbinat Bühl.
Im Jahr 1875 lebten 116 Juden im Ort und machten damit rund 10 % der Bevölkerung aus. In den nachfolgenden Jahren setzte jedoch aufgrund der ärmlichen ländlichen Verhältnisse wie auch in anderen Landgemeinden eine starke Landflucht ein, so dass die jüdische Gemeinde im Jahr 1925 nur noch 46 Personen zählte. Das Ziel der abgewanderten Gemeindemitglieder war vor allem das benachbarte Kehl, wo die Jüdische Gemeinde Kehl durch den Zuzug von Juden aus den umliegenden Landgemeinden binnen weniger Jahre von etwa 10 auf etwa 150 Personen anwuchs.
Die jüdischen Bewohner waren in Bodersweier integriert und im Gemeinderat, im Bürgerausschuss und im Musik- und Sportverein vertreten. Das Kriegerdenkmal für die Gefallenen des Ersten Weltkriegs, das sich auf dem kommunalen Friedhof befindet, führt auch die jüdischen Toten, Alfred Bensinger und Joseph Wertheimer, auf.
Bis nach 1933 gehörten jüdischen Familien in Bodersweier die folgenden Handelsbetriebe: Mehlhandlung Isidor Bensinger (Querbacher Straße 14), Viehhandlung Salomon Frank (Grabenstraße 7), Eisenhandlung Leopold Kaufmann und Karl Bensinger (Querbacher Straße 18), Kolonialwaren Ludwig Meier (Querbacher Straße 15), Viehhandlung David Merklinger (Querbacher Straße 27), Kolonialwarenhändler Emanuel Merklinger (Grabenstraße 8), Fellhandlung Emanuel Merklinger (Querbacher Straße 16), Viehhandlung Max Merklinger (Querbacher Straße 3), Textilhandlung Julius Wertheimer (Rastatter Straße 13), Schuhgeschäft Simon Wertheimer (Rastatter Straße 5, abgebrochen), Viehhandlung Leo Wertheimer (Rastatter Straße 33). Bis 1912 hatte es ein jüdisches Schlachthaus und bis 1915 eine koschere Metzgerei gegeben. (aus: alemannia judaica)

## Gemeindeentwicklung
| Jahr | Gemeindemitglieder                     |
| ---- | -------------------------------------- |
| 1811 | 41 Personen                            |
| 1825 | 60 Personen oder 5,8 % der Einwohner   |
| 1875 | 116 Personen oder 10,3 % der Einwohner |
| 1887 | 94 Personen                            |
| 1900 | 82 Personen oder 7 % der Einwohner     |
| 1910 | 61 Personen oder 5 % der Einwohner     |
| 1924 | 46 Personen oder 3,8 % der Einwohner   |
| 1933 | 34 Personen                            |

## Nationalsozialistische Verfolgung

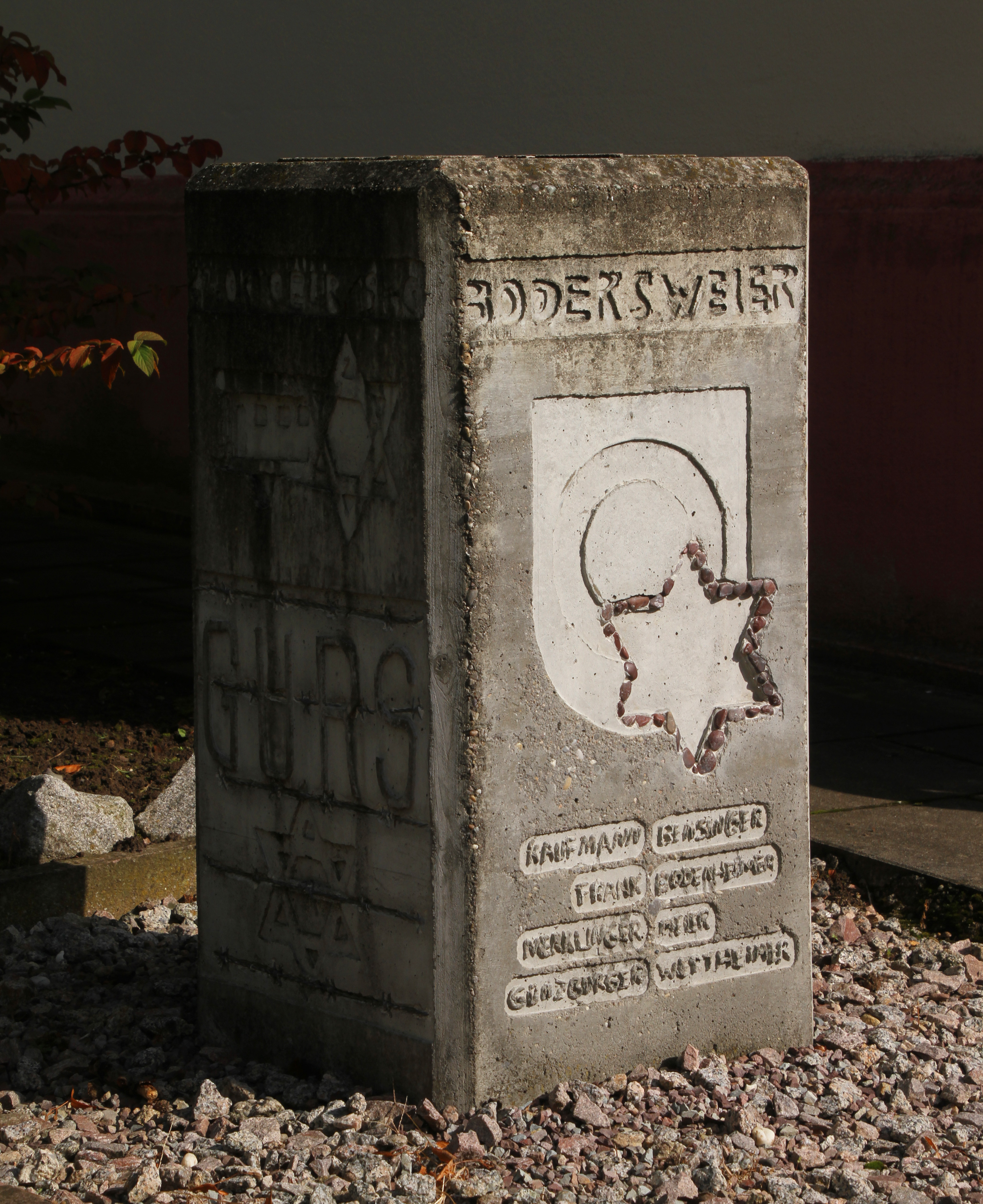
Gedenkstein vor der Kirche

Nach 1933 ist ein großer Teil der jüdischen Einwohner wegen des wirtschaftlichen Boykotts und der zunehmenden Entrechtung weggezogen beziehungsweise ausgewandert. Bis 1938 mussten alle jüdischen Gewerbebetriebe schließen oder wurden „arisiert“. Bei den Novemberpogromen 1938 wurde die Synagoge verwüstet und acht jüdische Männer in das KZ Dachau verschleppt. Im September 1939 wurden sämtliche Juden des Ortes deportiert, doch kehrten einige Personen im Lauf des Jahres 1940 zunächst zurück, bevor im Oktober 1940 die letzten 15 Juden des Ortes in der Wagner-Bürckel-Aktion nach Gurs verschleppt wurden. Die ehemalige Synagoge kam in Staatsbesitz, diente zunächst noch als Busgarage, wurde nach 1945 an die Israelitische Landesgemeinde Südbaden zurückerstattet, von dieser an privat verkauft und 1951 abgerissen.
Das Gedenkbuch des Bundesarchivs verzeichnet 16 in Bodersweier geborene jüdische Bürger, die dem Völkermord des nationalsozialistischen Regimes zum Opfer fielen. Das Heimatbuch von Bodersweier zählt 17 Juden aus Bodersweier zu den Opfern der nationalsozialistischen Verfolgung.